# Nati nel 1962/Febbraio
| Questa pagina contiene informazioni ricavate automaticamente dalle voci biografiche con l'ausilio del template Bio e di un bot. L'aggiornamento è periodico e automatico e ricostruisce completamente la pagina. Se manca una persona in questa lista, sei pregato di non aggiungerla, ma accertati piuttosto che la sua voce biografica contenga il template Bio e che i dati anagrafici siano correttamente compilati. Se il template Bio manca, inseriscilo tu stesso o, in alternativa, metti l'avviso {{tmp\|Bio}} che ne segnala la mancanza. Se i dati riportati sono sbagliati, correggi direttamente la voce biografica; le modifiche saranno visibili in questa lista entro pochi giorni. Per chiarimenti vedi il progetto biografie. La lista contiene solo le 297 persone che sono citate nell'enciclopedia e per le quali è stato implementato correttamente il template Bio. Pagina aggiornata al 18 mag 2025. |

- 1º febbraio - Manuel Amoros, ex calciatore e allenatore di calcio francese
- 1º febbraio - Marie-Laure Dougnac, attrice, doppiatrice e regista francese
- 1º febbraio - Tomoyasu Hotei, musicista, cantautore e attore giapponese
- 1º febbraio - Hu Yun, ex cestista cinese
- 1º febbraio - Anna Kanakis, modella e attrice italiana († 2023)
- 1º febbraio - Damian Keogh, ex cestista australiano
- 1º febbraio - José Lemos Rodríguez, allenatore di calcio e calciatore spagnolo († 2023)
- 1º febbraio - Takashi Murakami, artista, scultore e pittore giapponese
- 1º febbraio - John Paskin, ex calciatore sudafricano
- 1º febbraio - Maryna Porošenko, cardiologa e politica ucraina
- 1º febbraio - Nico Rienks, ex canottiere olandese
- 1º febbraio - Antonio Maurizio Schillaci, ex calciatore italiano
- 1º febbraio - Adel al-Jubayr, diplomatico e politico saudita
- 2 febbraio - Kátia Abreu, politica, imprenditrice e psicologa brasiliana
- 2 febbraio - Philippe Claudel, scrittore, saggista e regista francese
- 2 febbraio - Augusto Gabriele, ex calciatore italiano
- 2 febbraio - Mustapha Moussa, pugile algerino († 2024)
- 2 febbraio - Thomas Luke Msusa, arcivescovo cattolico malawiano
- 2 febbraio - Anne-Flore Rey, ex sciatrice alpina francese
- 2 febbraio - Patrick Serra, ciclista su strada svedese († 2013)
- 2 febbraio - Ben Testerman, ex tennista statunitense
- 2 febbraio - Michael T. Weiss, attore statunitense
- 3 febbraio - Ralf van Bühren, storico e teologo tedesco
- 3 febbraio - Luca Conti, traduttore e giornalista italiano
- 3 febbraio - Corinne Eugster, ex sciatrice alpina svizzera
- 3 febbraio - Michele Greene, attrice statunitense
- 3 febbraio - René Schöfisch, ex pattinatore di velocità su ghiaccio tedesco
- 3 febbraio - Claudio Valigi, allenatore di calcio e ex calciatore italiano
- 4 febbraio - Vladimer Aptsiauri, schermidore sovietico († 2012)
- 4 febbraio - Clint Black, cantautore, polistrumentista e produttore discografico statunitense
- 4 febbraio - Frank Bunce, ex rugbista a 15 e allenatore di rugby a 15 neozelandese
- 4 febbraio - Antonella Capriotti, ex lunghista e triplista italiana
- 4 febbraio - Andrea Cioffi, politico italiano
- 4 febbraio - Jaume Duch Guillot, avvocato spagnolo
- 4 febbraio - Vern Fleming, ex cestista e allenatore di pallacanestro statunitense
- 4 febbraio - Lubna Khalid Al Qasimi, politica emiratina
- 4 febbraio - Javier Murguialday, ex ciclista su strada spagnolo
- 4 febbraio - Jim O'Heir, attore statunitense
- 4 febbraio - Michael Riley, attore canadese
- 4 febbraio - John Gordon Sinclair, attore e cantante britannico
- 5 febbraio - Nicola Barile, sceneggiatore, regista e editore italiano
- 5 febbraio - David Joseph Bonnar, vescovo cattolico statunitense
- 5 febbraio - Julie Harrington, ex tennista statunitense
- 5 febbraio - Jennifer Jason Leigh, attrice statunitense
- 5 febbraio - Peppi Nocera, autore televisivo, compositore e scrittore italiano
- 5 febbraio - Herbert Renoth, allenatore di sci alpino e ex sciatore alpino tedesco
- 5 febbraio - Edgard Scandurra, cantante, musicista e polistrumentista brasiliano
- 5 febbraio - Tommy Skeoch, chitarrista e compositore statunitense
- 6 febbraio - Pietro Alesi, carabiniere italiano
- 6 febbraio - António Antunes, scacchista portoghese
- 6 febbraio - Liselotte Backner, ex cestista svedese
- 6 febbraio - Maurizio Bradaschia, architetto italiano
- 6 febbraio - Corrina Cordzt, ex cestista neozelandese
- 6 febbraio - Massimo Giannini, giornalista, saggista e opinionista italiano
- 6 febbraio - Stauros Lamprinidīs, politico greco
- 6 febbraio - Geir Mediås, ex calciatore norvegese
- 6 febbraio - Axl Rose, cantautore e polistrumentista statunitense
- 6 febbraio - Jilani Saadi, regista tunisino
- 6 febbraio - Adam Simon, regista e sceneggiatore statunitense
- 7 febbraio - Salvatore Antibo, ex mezzofondista italiano
- 7 febbraio - Garth Brooks, cantante statunitense
- 7 febbraio - David Bryan, tastierista e compositore statunitense
- 7 febbraio - José Carlos da Costa Araújo, calciatore brasiliano († 2009)
- 7 febbraio - Romuald Hazoumè, scultore e pittore beninese
- 7 febbraio - Mohammed Ibrahem, ex calciatore e allenatore di calcio kuwaitiano
- 7 febbraio - Eddie Izzard, comico, attore e sceneggiatore britannico
- 7 febbraio - Nicolò Napoli, allenatore di calcio, ex calciatore e ex giocatore di calcio a 5 italiano
- 8 febbraio - Israil Arsamakov, ex sollevatore sovietico
- 8 febbraio - Carl Beeston, ex calciatore inglese
- 8 febbraio - Malorie Blackman, scrittrice britannica
- 8 febbraio - Odalys Cala, ex cestista cubana
- 8 febbraio - Ivan Cenov, ex cestista e dirigente sportivo bulgaro
- 8 febbraio - Mariano Coccia, allenatore di calcio e ex calciatore italiano
- 8 febbraio - Paul Culpin, ex calciatore inglese
- 8 febbraio - Rosanna Filippin, politica italiana
- 8 febbraio - Winnie Hsin, cantante, doppiatrice e attrice teatrale taiwanese
- 8 febbraio - Lisa P. Jackson, politica e ingegnere statunitense
- 8 febbraio - Daniel Levy, imprenditore e dirigente sportivo britannico
- 8 febbraio - Barbara Ludwig, politica tedesca
- 8 febbraio - Márcio Pereira Monteiro, ex calciatore brasiliano
- 8 febbraio - Pamela Springsteen, attrice e fotografa statunitense
- 8 febbraio - Gianpaolo Vallardi, politico italiano
- 8 febbraio - Martin Wuttke, attore tedesco
- 9 febbraio - Vito Cucco, allenatore di calcio a 5, ex giocatore di calcio a 5 e preparatore atletico italiano
- 9 febbraio - Jörg Eberle, allenatore di hockey su ghiaccio e ex hockeista su ghiaccio svizzero
- 9 febbraio - Kenny Fields, ex cestista statunitense
- 9 febbraio - Filippo Gaudenzi, giornalista e conduttore televisivo italiano
- 9 febbraio - Csaba Kesjár, pilota automobilistico ungherese († 1988)
- 9 febbraio - Zoë Lund, attrice, sceneggiatrice e compositrice statunitense († 1999)
- 9 febbraio - Dennis Padilla, attore, comico e regista filippino
- 9 febbraio - Diego Pérez, ex tennista uruguaiano
- 9 febbraio - Paul Salopek, giornalista e scrittore statunitense
- 9 febbraio - Tetsuo Shinohara, regista giapponese
- 10 febbraio - Jean-Marie Banos, ex schermidore canadese
- 10 febbraio - Lisa Blunt Rochester, politica statunitense
- 10 febbraio - Cliff Burton, bassista statunitense († 1986)
- 10 febbraio - Russell Carter, ex giocatore di football americano statunitense
- 10 febbraio - Wolfram Koch, attore tedesco
- 10 febbraio - Ricardo Caruso Lombardi, allenatore di calcio e ex calciatore argentino
- 10 febbraio - Claudio Marenzi, imprenditore italiano
- 10 febbraio - Piero Pelù, cantautore italiano
- 10 febbraio - Esmé Sciaroni, truccatrice svizzera
- 10 febbraio - Yves Tavernier, ex sciatore alpino francese
- 10 febbraio - Alex To, attore e cantante cinese
- 10 febbraio - Thibault de Montalembert, attore francese
- 11 febbraio - Tammy Baldwin, politica e avvocatessa statunitense
- 11 febbraio - Sylvester Charles, ex cestista americo-verginiano
- 11 febbraio - Sheryl Crow, cantante, compositrice e polistrumentista statunitense
- 11 febbraio - Paal Fjeldstad, ex calciatore norvegese
- 11 febbraio - Diane Franklin, attrice statunitense
- 11 febbraio - Mariana Najdenova, ex cestista bulgara
- 11 febbraio - Viktor Rudyj, ex calciatore ucraino
- 11 febbraio - Marco Santin, conduttore radiofonico italiano
- 11 febbraio - Eric Vanderaerden, dirigente sportivo, ex ciclista su strada e pistard belga
- 12 febbraio - Francesco Anile, tenore italiano
- 12 febbraio - Alessandra Celletti, matematica e astronoma italiana
- 12 febbraio - Catherine Clezardin, ex cestista francese
- 12 febbraio - Stig-Arne Gunnestad, giocatore di curling norvegese
- 12 febbraio - Nana Ioseliani, scacchista georgiana
- 12 febbraio - Ali LeRoi, produttore televisivo, attore televisivo e autore televisivo statunitense
- 12 febbraio - Rhys Wilmot, ex calciatore gallese
- 13 febbraio - Aníbal Acevedo Vilá, politico portoricano
- 13 febbraio - Nickla Roberts, ex wrestler statunitense
- 13 febbraio - Gustavo De Luca, ex calciatore argentino
- 13 febbraio - Heikko Deutschmann, attore austriaco
- 13 febbraio - Claudine Emonet, ex sciatrice alpina francese
- 13 febbraio - Michael Mair, allenatore di sci alpino e ex sciatore alpino italiano
- 13 febbraio - Boniface Merande, ex maratoneta e mezzofondista keniota
- 13 febbraio - Héctor Morán, ex calciatore uruguaiano
- 13 febbraio - Fabio Polenghi, fotografo italiano († 2010)
- 13 febbraio - Jackie Silva, ex giocatrice di beach volley e ex pallavolista brasiliana
- 14 febbraio - Kevyn Aucoin, truccatore e fotografo statunitense († 2002)
- 14 febbraio - Roberto Bosco, allenatore di calcio e ex calciatore italiano
- 14 febbraio - Gennaro Cannavacciuolo, attore, cantante e cabarettista italiano († 2022)
- 14 febbraio - Josef Hader, comico, attore e sceneggiatore austriaco
- 14 febbraio - Michael Higgs, attore britannico
- 14 febbraio - Sakina Jaffrey, attrice statunitense
- 14 febbraio - Luca Leoni Orsenigo, politico italiano
- 14 febbraio - Porsche Lynn, ex attrice pornografica statunitense
- 14 febbraio - Enrico Musso, politico italiano
- 14 febbraio - Cinzia Petrini, showgirl, annunciatrice televisiva e ex modella italiana
- 14 febbraio - Angela Schanelec, regista, sceneggiatrice e montatrice tedesca
- 14 febbraio - Philippe Sella, ex rugbista a 15, imprenditore e allenatore di rugby a 15 francese
- 14 febbraio - Romāns Sidorovs, ex calciatore e allenatore di calcio lettone
- 14 febbraio - Thierry Toutain, ex marciatore francese
- 15 febbraio - Santiago Amigorena, sceneggiatore, produttore cinematografico e regista cinematografico argentino
- 15 febbraio - Maria Bettetini, filosofa italiana († 2019)
- 15 febbraio - Eurico Carrapatoso, compositore portoghese
- 15 febbraio - Milo Đukanović, politico montenegrino
- 15 febbraio - Johan Eliasch, imprenditore e dirigente sportivo svedese
- 15 febbraio - Roberto Gambino, politico italiano
- 15 febbraio - Kenny Jackson, ex giocatore di football americano statunitense
- 15 febbraio - Jeon Jong-seon, ex calciatore sudcoreano
- 15 febbraio - Kurt McKinney, attore statunitense
- 15 febbraio - Elmo Nüganen, regista e attore estone
- 15 febbraio - Srettha Thavisin, politico e dirigente d'azienda thailandese
- 15 febbraio - Sergej Vicharev, coreografo e ballerino russo († 2017)
- 16 febbraio - John Balance, cantante, compositore e musicista britannico († 2004)
- 16 febbraio - Hugo Castañeira, dirigente sportivo e giocatore di calcio a 5 argentino († 2021)
- 16 febbraio - Doug Chiang, effettista e scenografo taiwanese
- 16 febbraio - Ignat Danil'cev, attore, artista e fotografo russo
- 16 febbraio - Alessandro Fusco, ex rugbista a 15 e allenatore di rugby a 15 italiano
- 16 febbraio - Sonia Gardner, imprenditrice e manager statunitense
- 16 febbraio - Alejandro Hisis, ex calciatore cileno
- 16 febbraio - Alexa Kenin, attrice statunitense († 1985)
- 16 febbraio - Hirokazu Sasaki, ex calciatore giapponese
- 17 febbraio - Samuel Bayer, regista statunitense
- 17 febbraio - Salah Bouchekriou, pallamanista e allenatore di pallamano algerino
- 17 febbraio - Serge Brammertz, magistrato belga
- 17 febbraio - Suzan DelBene, politica statunitense
- 17 febbraio - Antonello Giacomelli, giornalista e politico italiano
- 17 febbraio - Alison Hargreaves, alpinista britannica († 1995)
- 17 febbraio - Alcide Legrand, ex lottatore francese
- 17 febbraio - Henny Meijer, ex calciatore olandese
- 17 febbraio - Christian Orlainsky, ex sciatore alpino austriaco
- 17 febbraio - Lou Diamond Phillips, attore statunitense
- 17 febbraio - Tang Yaodong, allenatore di calcio e ex calciatore cinese
- 18 febbraio - Simon Fletcher, ex giocatore di football americano statunitense
- 18 febbraio - Giovanni Gorno Tempini, dirigente d'azienda italiano
- 18 febbraio - Ryōji Isaoka, ex sollevatore giapponese
- 18 febbraio - Scott Kalitta, pilota automobilistico statunitense († 2008)
- 18 febbraio - Tommaso Labranca, scrittore, autore televisivo e conduttore radiofonico italiano († 2016)
- 18 febbraio - Lorenzo Majnoni, attore italiano
- 18 febbraio - Tom Sluby, ex cestista e allenatore di pallacanestro statunitense
- 18 febbraio - Ray Smith, ex cestista statunitense
- 18 febbraio - Julie Strain, attrice e modella statunitense († 2021)
- 18 febbraio - Josh Thompson, ex biatleta statunitense
- 18 febbraio - Sulo Vaattovaara, ex calciatore svedese
- 19 febbraio - Rogelio Antonio, scacchista filippino
- 19 febbraio - Slobodan Dubajić, ex calciatore jugoslavo
- 19 febbraio - Hana Mandlíková, ex tennista cecoslovacca
- 19 febbraio - Gianni Maritati, giornalista e scrittore italiano
- 19 febbraio - Roberto Nencini, basso-baritono italiano
- 20 febbraio - Adam Schreiber, ex giocatore di football americano statunitense
- 20 febbraio - Hatice Aslan, attrice turca
- 20 febbraio - Stephan van den Berg, velista olandese
- 20 febbraio - Rocco Carbone, scrittore, critico letterario e italianista italiano († 2008)
- 20 febbraio - Ersilio Cerone, allenatore di calcio e ex calciatore italiano
- 20 febbraio - Lorena Cuéllar Cisneros, politica messicana
- 20 febbraio - Silvano Danzi, allenatore di atletica leggera italiano
- 20 febbraio - Jerry DeGregorio, allenatore di pallacanestro e dirigente sportivo statunitense
- 20 febbraio - Ray Lopes, allenatore di pallacanestro statunitense
- 20 febbraio - Pedro Nolasco, pugile dominicano († 1995)
- 20 febbraio - Elizaveta Glinka, attivista, medico e filantropa russa († 2016)
- 20 febbraio - Pierre Quinon, astista francese († 2011)
- 20 febbraio - Fiorenzo Toso, linguista italiano († 2022)
- 20 febbraio - Eduardo de Almeida Navarro, filologo e lessicografo brasiliano
- 21 febbraio - Mark Arm, cantante e chitarrista statunitense
- 21 febbraio - Volodymyr Bahmut, ex calciatore ucraino
- 21 febbraio - Tomás Blesa, ex calciatore spagnolo
- 21 febbraio - Jakob Eklund, attore svedese
- 21 febbraio - Marco Figueroa, allenatore di calcio e ex calciatore cileno
- 21 febbraio - Cristina Garmendia, biologa e imprenditrice spagnola
- 21 febbraio - Lars Knudsen, crittografo e crittanalista danese
- 21 febbraio - Randy Lerner, imprenditore statunitense
- 21 febbraio - Claudio Lurati, vescovo cattolico e missionario italiano
- 21 febbraio - Chuck Palahniuk, scrittore statunitense
- 21 febbraio - Gary Plummer, ex cestista statunitense
- 21 febbraio - David Foster Wallace, scrittore e saggista statunitense († 2008)
- 22 febbraio - Elisa Garcia, ex cestista brasiliana
- 22 febbraio - Christian Gombe, ex cestista centrafricano
- 22 febbraio - Steve Irwin, naturalista, personaggio televisivo e divulgatore scientifico australiano († 2006)
- 22 febbraio - Rob Johnson, ex calciatore inglese
- 22 febbraio - Olivier Latry, organista e compositore francese
- 22 febbraio - Lenda Murray, ex culturista statunitense
- 22 febbraio - Ivo Muser, vescovo cattolico italiano
- 22 febbraio - Jim Petersen, ex cestista e allenatore di pallacanestro statunitense
- 22 febbraio - Paolo Tomasoni, allenatore di calcio e ex calciatore italiano
- 22 febbraio - Ethan Wayne, attore e stuntman statunitense
- 23 febbraio - Ahn Byeong-keun, ex judoka sudcoreano
- 23 febbraio - Luca Campigotto, fotografo italiano
- 23 febbraio - Jordi Colomer, artista spagnolo
- 23 febbraio - Olivier Ducastel, regista e sceneggiatore francese
- 23 febbraio - Luigi Ferraris, dirigente d'azienda italiano
- 23 febbraio - Lise Haavik, cantante norvegese
- 23 febbraio - John Hatch, ex cestista canadese
- 23 febbraio - Dragan Jakovljević, ex calciatore bosniaco
- 23 febbraio - Ivo Knoflíček, ex calciatore cecoslovacco
- 23 febbraio - Antonello Matarazzo, artista, pittore e regista italiano
- 23 febbraio - Pedro Monzón, allenatore di calcio e ex calciatore argentino
- 24 febbraio - Chris Chocola, politico statunitense
- 24 febbraio - Silvana Giancola, ex schermitrice argentina
- 24 febbraio - Ari Hjelm, allenatore di calcio e ex calciatore finlandese
- 24 febbraio - Kerstin Jakobsson, ex cestista svedese
- 24 febbraio - Michelle Shocked, cantautrice statunitense
- 24 febbraio - Kelly Knight Craft, politica e diplomatica statunitense
- 24 febbraio - Jennie Livingston, regista statunitense
- 24 febbraio - Domingo Manrique, ex velista spagnolo
- 24 febbraio - Phedon Papamichael, direttore della fotografia e regista greco
- 24 febbraio - Antonino Pulvirenti, imprenditore e dirigente sportivo italiano
- 24 febbraio - Mario Totaro, compositore e pianista italiano
- 24 febbraio - Teri Weigel, ex attrice pornografica e modella statunitense
- 25 febbraio - Dominique Cina, ex calciatore svizzero
- 25 febbraio - Matt Doherty, ex cestista, allenatore di pallacanestro e dirigente sportivo statunitense
- 25 febbraio - Stojanka Došić, ex cestista jugoslava
- 25 febbraio - Raffaello Ducceschi, ex marciatore italiano
- 25 febbraio - Lysandros Geōrgamlīs, allenatore di calcio e ex calciatore greco
- 25 febbraio - Hung Yan-yan, attore, artista marziale e stuntman cinese
- 25 febbraio - Amanda Keller, giornalista, conduttrice televisiva e personaggio televisivo australiana
- 25 febbraio - John Lanchester, scrittore e giornalista britannico
- 25 febbraio - Pia Maiocco, bassista statunitense
- 25 febbraio - Michael Mulhall, arcivescovo cattolico canadese
- 25 febbraio - Roberto Novelli, politico italiano
- 25 febbraio - Pablo Ricardi, scacchista argentino
- 25 febbraio - Evladija Slavčeva, ex cestista bulgara
- 25 febbraio - Paola Valentini, doppiatrice e dialoghista italiana
- 25 febbraio - Gian Carlo Venturini, politico sammarinese
- 25 febbraio - Bridget Wishart, cantante inglese
- 26 febbraio - Maurizio Biondi, ex cestista italiano
- 26 febbraio - Gennadij Borisov, astronomo russo
- 26 febbraio - Viorica Ioja, ex canottiera rumena
- 26 febbraio - Avi Loeb, fisico israeliano
- 26 febbraio - Vasilij Nebenzja, diplomatico e ambasciatore russo
- 26 febbraio - Atiq Rahimi, scrittore e regista cinematografico afghano
- 26 febbraio - Simone Santoiemma, militare italiano
- 26 febbraio - Michele Schiano di Visconti, politico italiano
- 26 febbraio - Rubén Sosa, ex giocatore di calcio a 5 argentino
- 26 febbraio - Gota Yashiki, musicista e produttore discografico giapponese
- 26 febbraio - Etienne Ys, politico olandese
- 27 febbraio - Marcelo Álvarez, tenore argentino
- 27 febbraio - Adam Baldwin, attore statunitense
- 27 febbraio - Chiya Fujino, scrittrice giapponese
- 27 febbraio - Andy Kubert, fumettista statunitense
- 27 febbraio - Grant Show, attore statunitense
- 27 febbraio - Robert Spencer, scrittore e blogger statunitense
- 27 febbraio - Walter Tesauro, politico e avvocato italiano
- 27 febbraio - Scarlett Von Wollenmann, cantante britannica
- 28 febbraio - Jaime Baeza, ex calciatore cileno
- 28 febbraio - Angela Bailey, velocista canadese († 2021)
- 28 febbraio - Alessandro Gilioli, giornalista italiano
- 28 febbraio - Pietro Gussalli Beretta, imprenditore italiano
- 28 febbraio - Caroline Henderson, cantante svedese
- 28 febbraio - Carlos Hoyos, allenatore di calcio e ex calciatore colombiano
- 28 febbraio - Kitarō Kōsaka, regista e animatore giapponese
- 28 febbraio - Antonello Riva, ex cestista e dirigente sportivo italiano
- 28 febbraio - Steve Tsujiura, allenatore di hockey su ghiaccio e ex hockeista su ghiaccio canadese
- 28 febbraio - Ken Whisenhunt, ex giocatore di football americano e allenatore di football americano statunitense